# East Logistics
East Logistics er et dansk transport- og speditionsfirma grundlagt af Jan Koch november 2000 med filialer i Berlin Tyskland, Szczecin Polen og Kaunas Litauen.
Virksomheden er specialiseret i lastbiltransport mellem Skandinavien og Østeuropa herunder specielt Baltikum.